# یانگ دونگی
یانگ دونگی (انگلیسی: Yang Dongi؛ زادهٔ ۷ دسامبر ۱۹۸۴) ورزشکار هنرهای رزمی ترکیبی، جودوکار و تکواندوکار اهل کره جنوبی است.